# Soren Johnson
Soren Johnson é um designer e programador de jogos de computador da empresa Firaxis Games.
Trabalhou nos jogo Civilization III, também desenvolvendo toda a inteligência artificial do jogo. Ele também ajudou a desenvolver o Civilization IV.